# Flyvesand
Flyvesand kalder man sand, der bliver flyttet af vinden. Når sandet falder til ro, vil det ofte være aflejret som klitter, som kan dannes både ved kysterne og inde i landet. Disse "indsande", som de kaldes, er dannet i perioden, før skovene beskyttede landet. De store sandmængder, der var aflejret under den seneste istid (Weichselistiden), blev på den måde flyttet til helt nye steder.
I nutidens kulturlandskab er skovene stort set ryddet af vejen, og hvis ikke der er læhegn til at standse vinden, bliver den tørre jord blæst op fra forårstidens nøgne marker. Begivenheden kaldes sandflugt, og det nyligt aflejrede materiale, bestående af muldens fineste partikler, er nu blevet til flyvesand.

## Danmark
I Danmark er der flere kendte eksempler på, hvordan sand har flyttet sig med store konsekvenser til følge; fra Nordjylland kendes både Råbjerg Mile og Den tilsandede kirke, og i Tisvilde Hegn sandede en landsby ved navn Torup til i 1500-tallet.